# العلاقات الإريترية البيلاروسية
العلاقات الإريترية البيلاروسية هي العلاقات الثنائية التي تجمع بين إريتريا وروسيا البيضاء.

## مقارنة بين البلدين
هذه مقارنة عامة ومرجعية للدولتين:
| وجه المقارنة                                              | إريتريا                                      | روسيا البيضاء                    |
| --------------------------------------------------------- | -------------------------------------------- | -------------------------------- |
| المساحة (كم2)                                             | 117.60 ألف                                   | 207.60 ألف                       |
| عدد السكان (نسمة)                                         | 6.33 مليون                                   | 9.50 مليون                       |
| الكثافة السكانية (ن./كم²)                                 | 53.83                                        | 45.76                            |
| العاصمة                                                   | أسمرة                                        | مينسك                            |
| اللغة الرسمية                                             | اللغة التغرينية، اللغة العربية، لغة إنجليزية | اللغة البيلاروسية، اللغة الروسية |
| العملة                                                    | ناكفا                                        | روبل بلاروسي                     |
| الناتج المحلي الإجمالي (بليون دولار)                      | 2.61 مليار                                   | 54.44 مليار                      |
| الناتج المحلي الإجمالي (تعادل القوة الشرائية) بليون دولار |                                              | 168.35 مليار                     |
| الناتج المحلي الإجمالي الاسمي للفرد دولار أمريكي          |                                              | 5.74 ألف                         |
| الناتج المحلي الإجمالي للفرد دولار أمريكي                 |                                              | 18.18 ألف                        |
| مؤشر التنمية البشرية                                      | 0.391                                        | 0.798                            |
| رمز المكالمات الدولي                                      | +291                                         | +375                             |
| رمز الإنترنت                                              | .er                                          | .by، .бел                        |
| المنطقة الزمنية                                           | ت ع م+03:00                                  | ت ع م+03:00                      |

## منظمات دولية مشتركة
يشترك البلدان في عضوية مجموعة من المنظمات الدولية، منها:
| علم المنظمة | اسم المنظمة                        | تاريخ انضمام إريتريا | تاريخ انضمام روسيا البيضاء |
| ----------- | ---------------------------------- | -------------------- | -------------------------- |
|             | مؤسسة التمويل الدولية              | 11 أكتوبر 1995       | 2 نوفمبر 1992              |
|             | منظمة حظر الأسلحة الكيميائية       | ?                    | ?                          |
|             | يونسكو                             | 2 سبتمبر 1993        | 12 مايو 1954               |
|             | الاتحاد الدولي للاتصالات           | 6 أغسطس 1993         | 7 مايو 1947                |
|             | الأمم المتحدة                      | 28 مايو 1993         | 24 أكتوبر 1945             |
|             | منظمة الشرطة الجنائية الدولية      | ?                    | ?                          |
|             | البنك الدولي للإنشاء والتعمير      | 6 يوليو 1994         | 10 يوليو 1992              |
|             | الاتحاد البريدي العالمي            | ?                    | ?                          |
|             | وكالة ضمان الاستثمار متعدد الأطراف | 10 سبتمبر 1996       | 3 ديسمبر 1992              |

## وصلات خارجية
- موقع وزارة الخارجية البيلاروسية